# Hans Sloane
Hans Sloane (16 tháng 4 năm 1660 – 11 tháng 1 năm 1753) là một nhà vật lý, nhà tự nhiên học và nhà sưu tập người Ireland. Bộ sưu tập hơn 71.000 vật phẩm của ông là những viên gạch nền móng đầu tiên cho sự hình thành Bảo tàng Anh nổi tiếng ngày nay. Hans Sloane cũng là người phát minh ra đồ uống sô cô la nóng (Hot Chocolate). Tên ông được đặt cho một quảng trường ở London và một quảng trường khác ở Killyleagh, Ireland, nơi ông chào đời.